# Samuel Plattner
Samuel Plattner (* 15. Juli 1838 in Untervaz; † 23. Februar 1908 in Churwalden) war ein Schweizer Jurist, Journalist und Bühnenautor.

## Leben

### Familie
Samuel Plattner war der Sohn des Bauern und Hausorgelbauers Christian Plattner und dessen Ehefrau Anna (geb. Krättli); sein älterer Bruder war der Unternehmer, Politiker und Schriftsteller Placidus Plattner (1834–1924).
1885 heiratete er in erster Ehe Elisa (geb. Hemmi); in zweiter Ehe war er seit Juni 1892 mit Louise (geb. Appert) aus Steinen verheiratet.
Sein Nachlass befindet sich im Staatsarchiv Graubünden.

### Werdegang
Samuel Plattner besuchte das Gymnasium in Disentis und das Gymnasium in Einsiedeln, bevor er zum Gymnasium (heute Kantonsschule Kollegium Schwyz) nach Schwyz kam. Er immatrikulierte sich an der Universität München zu einem Studium der Rechtswissenschaften.
Von 1861 bis Neujahr 1863 folgte er seinem Bruder als Redaktor der Rorschacher Zeitung; in dieser Zeit vertrat er den erkrankten Redaktor der Schweizer Zeitung, Zentralorgan der Konservativen Partei. Er war dann kurzzeitig, als Nachfolger von Franz Furger, (1839–1866) als Redaktor am Neuen Tagblatt der Stadt St. Gallen (heute St. Galler Tagblatt) tätig, war Fürsprech und wurde darauf 1865 Nachfolger seines versetzten Bruders als Lehrer der deutschen Sprache und Geschichte an der neugegründeten Industrieschule (heute Kantonsschule Zug) in Zug.
In Chur war er von 1872 bis 1890 – als Nachfolger von Christian Tester (1815–1890) – Redaktor des Bündner Tagblatts, nachdem sein Bruder das Blatt käuflich erworben hatte; in dieser Zeit wurde er erster katholischer Chefredaktor einer deutschen Zeitung im Kanton Graubünden. Nach dem Weggang von Christian Tester 1872 wandelte Samuel Plattner die Ausrichtung des Blatts in eine konservative  Sammelbewegung um, in der Katholiken und Protestanten ihre Heimat fanden. Nachdem Samuel Plattner sein Amt 1890 niedergelegt hatte, wurde erneut Christian Tester interimistischer Redaktor.
1886 betätigte er sich auch als Redaktor der Vorarlberger Landes-Zeitung.
Er wurde 1890 zum ersten Bündner Regierungssekretär gewählt und war bis 1893 in diesem Amt tätig. Anschliessend betätigte er sich noch einige Jahre als Archivar.

### Schriftstellerisches Wirken
Samuel Plattner schrieb unter anderem Theaterstücke und beschäftigte sich mit Heimatforschung.

### Mitgliedschaften
Samuel Plattner war Mitglied der Historisch-Antiquarischen Gesellschaft von Graubünden.

## Schriften und Gedichte (Auswahl)
- Die von dahinten. In: Neue Zürcher Zeitung vom 25. September 1860, S. 1075 (Digitalisat in e-npa.ch).
- Auf den Tod des bischöflichen Hirten Johann Peter Mirer. In: Neues Tagblatt aus der östlichen Schweiz vom 4. September 1862, S. 2 (Digitalisat).
- Graf Rudolf von Werdenberg im Freiheitskriege der Appenzeller. Schauspiel in fünf Aufzügen. Rorschach 1862 (Digitalisat).[16]
- Die Bezegg im Bregenzerwald und ihre Bedeutung. Ein Gedenkblatt zur Erinnerung an die feierliche Enthüllung des Bezegg-Monumentes am 20. August 1871. Verlag der Wagner‘schen Buch- und Kunsthandlung, Bregenz; Feldkirch 1871.
- Graubündens Alterthümer und Kunstschätze. Chur 1878 (Digitalisat).
- Die freien Walser. Ein Volksbild. In: Sonntagsblatt des "Bund" 1879, No. 35 (31. August), S. 273f.; No. 36 (7. September), S. 281f.; No. 37 (14. September), S. 289f.; No. 38 (21. September), S. 297f.
- Küssenberg im badischen Klettgau. Kurze Beschreibung und Geschichte. Schleitheim 1883.
- Rudolf von Ems. Ein rätischer Dichter des 13. Jahrhunderts. In: Jahresbericht der Historisch-Antiquarischen Gesellschaft von Graubünden, 14 (1884), Beilage (Digitalisat in E-Periodica).
- Holbein’s Todtentanz in den Wandbildern zu Chur. Chur 1885.
- Sigband. Eine Historie in 10 Gesängen. Chur 1887 (Digitalisat).[17]
- Rhätischer Land- und bairischer Seewein. Skizze. In: Sonntagsblatt des "Bund" 1888, No. 19 (6. Mai), S. 146–148.
- Don Allegro. Eine Studentengeschichte in 15 Abenteuern. Chur 1890.[18]
- Donat von Vaz. Epische Dichtung. Chur 1894.
- Bunte Blätter. Gedichte. Chur 1899.
- Guardaval. Am Ende des Jahrhunderts. Eine Historie in Versen. Chur 1900.
- Jürg Jenatsch. Historisches Trauerspiel in fünf Akten. Hugo Richter, Davos 1901.[19]